# Ξcc-баріон
Ξcc-Baryon — являє собою частку, яка є одним з баріонів.
Вкрай недовговічні Ξcc ++ — частинки з приблизно в чотири рази більші за масу протона. Виявлено у 2017 році.
Його маса становить 3621 МеВ.